# Wigger II.
Wigger II. (* um 955; † nach 1009) ist mindestens von 997 bis 1009 als Graf im thüringischen Raum urkundlich bezeugt.

## Leben
Er war wohl ein Sohn des Markgrafen Wigger I., beerbte seinen Vater jedoch nur teilweise, so als Graf im Westergau (Germarmark) und im Weitagau. Die anderen großen Teile der Herrschaft des älteren Wigger wie die Mark Zeitz gingen an die Markgrafen Rikdag und Ekkehard I. von Meißen.
Wigger ließ 1009 den Erzbischof Willigis von Mainz eine von ihm gebaute Kirche in Dorla weihen und verfügte zu diesem Anlass, dass die Kirche und sein gesamter Allodbesitz in der Dorfmark Dorla nach seinem Tode dem Erzstift Mainz zufallen sollten.

## Nachkommen
Der Name der Ehefrau Wiggers ist nicht bekannt.
- Rugger I. (* um 980; † nach 1025), Graf in der Germarmark (1009–1025), Begründer des Hauses von Bilstein an der Werra
- Erf (* um 982; † nach 1023), Graf in Thüringen